# Матільд Гремо
Матільд Гремо (фр. Mathilde Gremaud; нар. 8 лютого 2000, Фрібур, Швейцарія) — швейцарська фристайлістка, спеціалістка зі слоупстайлу, олімпійська чемпіонка та медалістка. 
Срібну олімпійську медаль Гремо виборола на Олімпіаді 2018 року в корейському Пхьончхані в змаганнях зі слоупстайлу. 

## Спортивні результати

### Олімпійські ігри
| Рік  | Місто                     | Слоупстайл | Біг-ейр |
| ---- | ------------------------- | ---------- | ------- |
| 2018 | Пхьончхан, Південна Корея | 2          | Н/Д     |
| 2022 | Пекін, Китай              | 1          | 3       |

### Чемпіонат світу
| Рік  | Місто                  | Слоупстайл | Біг-ейр |
| ---- | ---------------------- | ---------- | ------- |
| 2017 | Сьєрра-Невада, Іспанія | 5          | —       |
| 2019 | Парк-Сіті, США         | —          | 7       |
| 2021 | Аспен, США             | 2          | 24      |
| 2023 | Бакуріані, Грузія      | 1          | 8       |
| 2025 | Енгадін, Швейцарія     | 1          |         |

### Кубок світу
| Сезон   | Дата              | Місце проведення       | Дисципліна | Місце |
| ------- | ----------------- | ---------------------- | ---------- | ----- |
| 2016–17 | 11 листопада 2016 | Мілан, Італія          | біг-ейр    | 2     |
| 2016–17 | 5 лютого 2017     | Момантова гора, США    | слоупстайл | 2     |
| 2016–17 | 11 лютого 2017    | Квебек, Канада         | біг-ейр    | 1     |
| 2016–17 | 3 березня 2017    | Сільваплана, Швейцарія | слоупстайл | 3     |
| 2018–19 | 4 листопада 2018  | Модена, Італія         | біг-ейр    | 1     |
| 2018–19 | 23 листопада 2018 | Штубайталь, Австрія    | слоупстайл | 3     |
| 2018–19 | 10 березня 2019   | Момантова гора, США    | слоупстайл | 1     |
| 2018–19 | 16 березня 2019   | Квебек, Канада         | біг-ейр    | 1     |
| 2019–20 | 3 листопада 2019  | Модена, Італія         | біг-ейр    | 1     |
| 2019–20 | 21 грудня 2019    | Атланта, США           | біг-ейр    | 1     |
| 2019–20 | 15 лютого 2020    | Калгарі, Канада        | слоупстайл | 2     |
| 2020–21 | 27 березня 2021   | Сільваплана, Швейцарія | слоупстайл | 3     |
| 2022–23 | 21 жовтня 2022    | Кур, Швейцарія         | біг-ейр    | 3     |
| 2022–23 | 16 грудня 2022    | Гора Куппера, США      | біг-ейр    | 2     |

Оновлення 19 лютого 2023.